# Le Secret d'Eva
Le Secret d'Eva (Lies in Plain Sight) est un téléfilm américain réalisé par Patricia Cardoso, et diffusé le 3 octobre 2010 sur Lifetime Movie Network et en France le 10 mai 2012 sur M6.

## Synopsis
C'est l'histoire de Eva et de sa cousine aveugle, Sofia, qui étaient inséparables dans leur enfance. Quand soudain Eva se suicide, Sofia se rue chez son père et chez les parents d'Eva, Marisol et Rafael pour trouver des réponses. Mais plus elle fouille dans la vie d'Eva, en questionnant ses anciens petits copains Ethan et Christian par exemple, plus Sofia réalise que leur passé était en fait rempli{\displaystyle } de sombres et troublants secrets…

## Fiche technique
- Titre original : Lies in Plain Sight
- Réalisation : Patricia Cardoso
- Scénario : Teena Booth, d'après le film israélien Out of Sight écrit par Noa Greenberg
- Photographie : Jim Denault
- Musique : Joseph Vitarelli
- Pays :  États-Unis
- Durée : 89 minutes

## Distribution
- Martha Higareda (VF : Nayéli Forest) : Sofia Delgado
- Chad Michael Murray (VF : Yoann Sover) : Ethan McAllister
- Yul Vazquez (VF : Guillaume Orsat) : Rafael Reyes
- Benito Martinez (VF : Stéphane Bazin) : Hector Delgado
- Daniela Bobadilla (VF : Alice Taurand) : Sofia, jeune
- Cheyenne Haynes (en) (VF : Alexia Papineschi) : Eva Reyes
- Lupe Ontiveros (VF : Thamila Mesbah) : Docteur Stone
- Kendra Jain (VF : Edwige Lemoine) : Alexa Reyes
- Christoph Sanders (VF : Valéry Schatz) : Christian
- Rosie Perez (VF : Julie Dumas) : Marisol Reyes[1]
- Connor Weil : Derek
- Ingrid Oliu (en) (VF : Christine Bellier) : Abby

 Source et légende : version française (VF) sur RS Doublage et selon le carton du doublage français télévisuel.

## DVD
Le DVD officiel du film est sorti aux États-Unis le 5 juillet 2011.